# Anthony Rendon

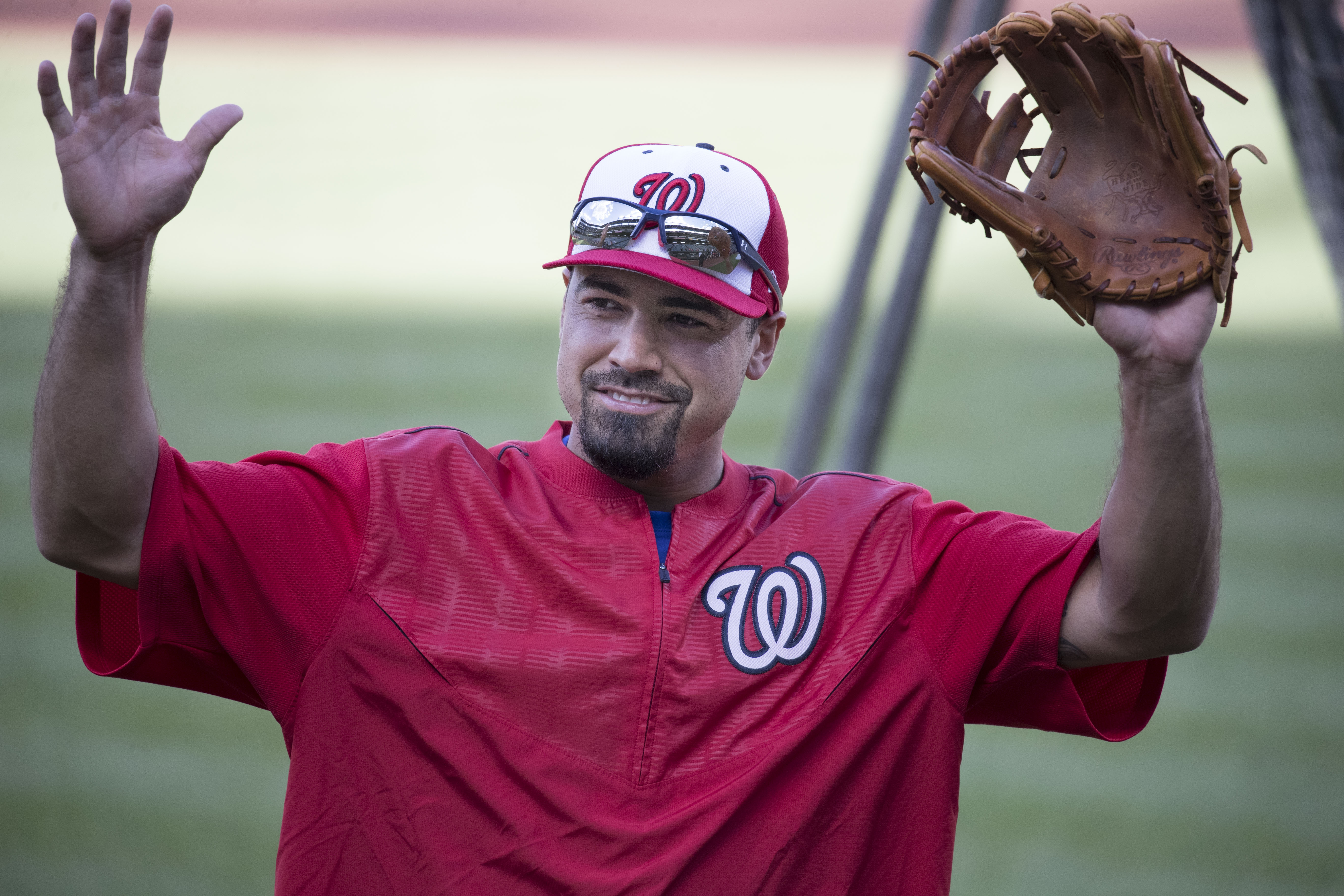
Anthony Rendon i Washington Nationals dräkt 2017.

Anthony Michael Rendon, född den 6 juni 1990 i Houston i Texas, är en amerikansk professionell basebollspelare som spelar för Los Angeles Angels i Major League Baseball (MLB). Han har tidigare spelat för Washington Nationals. Rendon är tredjebasman.
Rendon blev först draftad av Atlanta Braves 2008 som 27:e spelare totalt, men skrev aldrig på i syfte att studera på Rice University och spela för deras idrottsförening Rice Owls. 2011 var han med igen i MLB:s draft och blev vald som sjätte spelare av Washington Nationals och den här gången skrev han på ett kontrakt.
Rendon har vunnit bland annat två Silver Slugger Awards (2014 och 2019), och 2019 var han med att vinna World Series med Nationals. Samma år togs han ut till sin första all star-match och valdes till All-MLB First Team.
Den 11 december 2019 skrev Rendon på ett kontrakt med Los Angeles Angels, som sträckte sig till 2026 och var värderat till 245 miljoner dollar.